# مارجوري بست
مارجوري بست (بالإنجليزية: Marjorie Best)‏ هي مصممة أزياء تقليدية أمريكية، ولدت في 10 أبريل 1903 في مقاطعة مورغان في الولايات المتحدة، وتوفيت في 14 يونيو 1997 في تولشا لايك ‏ في الولايات المتحدة.

## وصلات خارجية
- مارجوري بست على موقع IMDb (الإنجليزية)
- مارجوري بست على موقع قاعدة بيانات الفيلم (الإنجليزية)